# Dayah Tanoh (Glumpang Tiga)
Dayah Tanoh is een bestuurslaag in het regentschap Pidie van de provincie Atjeh, Indonesië. Dayah Tanoh telt 629 inwoners (volkstelling 2010).